# Leaena langerhansi
Leaena langerhansi är en ringmaskart som beskrevs av McIntosh 1885. Leaena langerhansi ingår i släktet Leaena och familjen Terebellidae.
Artens utbredningsområde är havet kring Nya Zeeland. Inga underarter finns listade i Catalogue of Life.